# Bob Clarke Trophy
Bob Clarke Trophy är en trofé som sedan 1967 tilldelas säsongens bäste målgörare i Western Hockey League. Priset har fått sitt namn av den berömde tidigare NHL-spelaren Bobby Clarke.